# Quo graviora (constitución apostólica)
Quo graviora es una constitución apostólica del Papa León XII publicada el 13 de marzo de 1826. En ella se prohibió a los católicos unirse a la Francmasonería.
- Datos: Q1422298